# 王紀
王 紀（おう き、嘉靖37年閏7月23日（1558年9月5日）- 天啓2年12月26日（1625年2月3日））は、明代の官僚・政治家。字は惟理、号は憲葵。本貫は解州芮城県。

## 生涯
万暦17年（1589年）、進士に及第した。池州府推官に任じられた。入朝して祠祭主事となり、儀制郎中に転じた。ときに万暦帝は寵愛する鄭貴妃の子の朱常洵を皇太子に立てたいと望み、嫡長子の朱常洛を王に封じようとして群臣の大反対に遭った（国本の争）。万暦帝はなおも決定を先延ばしにして皇太子を冊立しようとしなかった。万暦29年（1601年）、王紀は上疏して皇太子を冊立するよう直言した。この年の冬、ようやく朱常洛が皇太子に立てられると、王紀は光禄寺少卿に抜擢された。万暦30年（1602年）、病を理由に官を去った。
万暦41年（1613年）、太常寺少卿から右僉都御史に抜擢され、巡撫保定諸府をつとめた。連年洪水と旱魃の被害があり、王紀は飢饉に対応する法を整備した。税監の張曄が諸税の免除の中止を求めると、王紀は二度上疏して争ったが、張曄は万暦帝の勅諭を取ったとして免税を中止した。王紀は詔書に違反したとして張曄を弾劾し、阻止しようとしたが、万暦帝の返答はなかった。万暦45年（1617年）、王紀は戸部右侍郎に転じ、総督漕運・兼巡撫鳳陽諸府をつとめた。凶作の年にあたって、民衆の援助救済にあたった。泰昌元年（1620年）8月、北京に召還されて戸部尚書に任じられ、倉場を監督した。
天啓2年（1622年）2月、黄克纘に代わって刑部尚書となった。ときに泰昌帝の服毒死事件（紅丸の案）について議論されると、王紀は侍郎の楊東明とともに上疏し、方従哲の官爵を剥奪するよう求めた。
魏忠賢の仲間の徐大化が給事中の周朝瑞と恵世揚を弾劾した。王紀は憤慨して徐大化を弾劾し、その批判は大学士の沈㴶に及んだ。これにより徐大化は罷免されたが、沈㴶と魏忠賢は王紀を恨んだ。御史の楊維垣が沈㴶と結んで王紀をそしり、王紀は沈㴶と魏忠賢を北宋末の奸臣蔡京と童貫にたとえて非難した。客氏と魏忠賢が泣いて天啓帝に訴えたため、天啓帝は王紀の言葉が煩わしいとして、譴責を加えた。さらに沈㴶は王紀が熊廷弼と佟卜年を擁護したとして弾劾した。7月、王紀は官爵を剥奪されて民とされた。大学士の葉向高・何宗彦・史継偕らがかれを救おうと上疏したが、いずれも天啓帝に聞き入れられなかった。
天啓4年12月26日（1625年2月3日）、死去した。享年は67。崇禎元年（1628年）、名誉を回復され、生前の官にもどされ、少保の位を追贈された。諡は荘毅といった。

## 子女
- 王景旦